# Église Sainte-Madeleine de Varambon
Pour les articles homonymes, voir Église Sainte-Madeleine.
L'église Sainte-Madeleine de Varambon est une église située à Varambon, dans l’Ain. 
L'église fait l'objet depuis le 25 janvier 2012, d'une inscription au titre des Monuments historiques,.

## Histoire

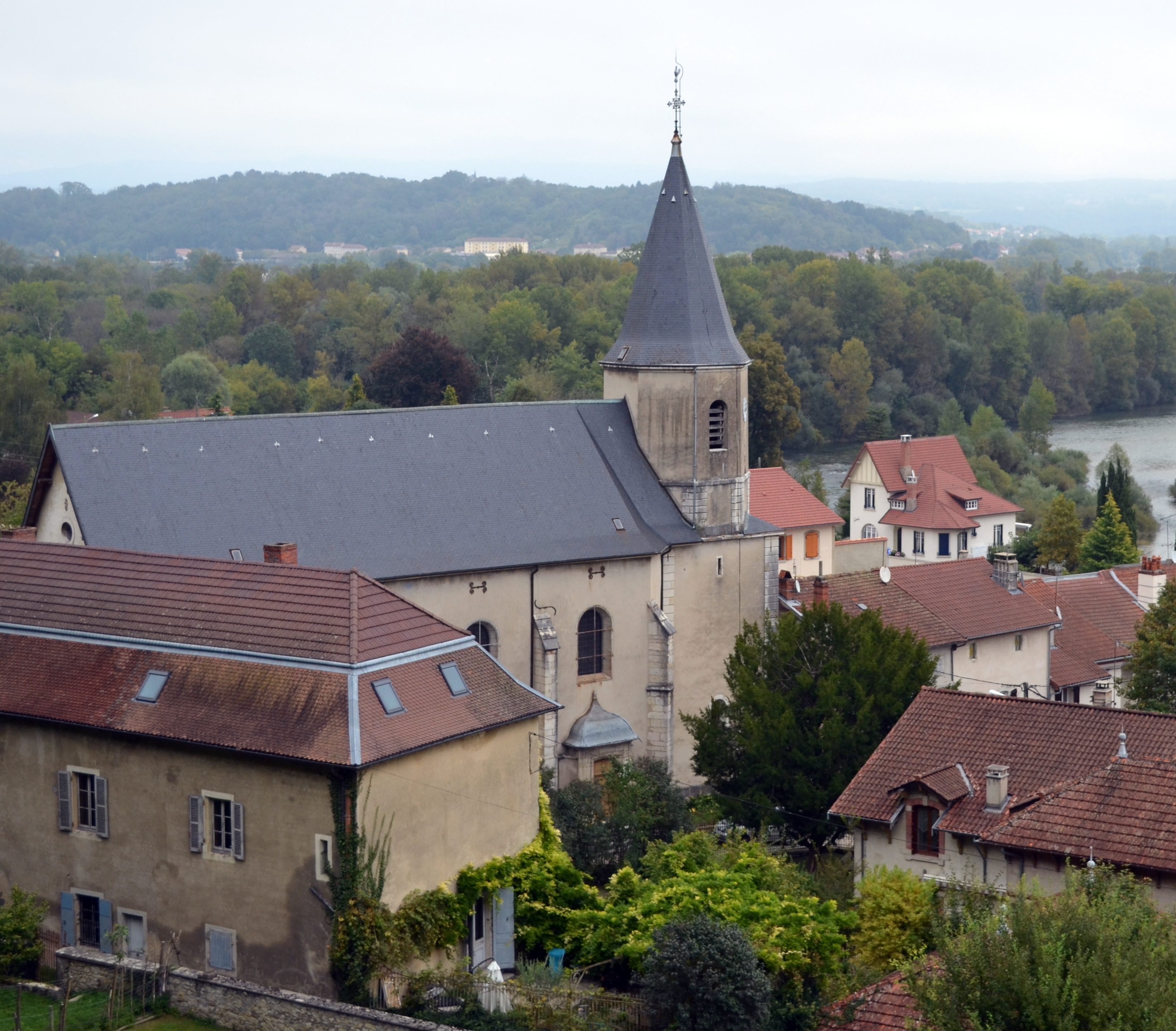
Vue depuis la montée du château.

Une chapelle est fondée associée à un hôpital par les seigneurs de La Palud Varambon et ce dès le XIVe siècle. Elle reçoit plusieurs privilèges pontificaux (indulgences). L'église est érigée en collégiale au XVe siècle par le cardinal Louis de la Palud. L'église est reprise partiellement au XVIIIe siècle.